# Sklopitev
Sklopitev je v fiziki povezava med dvema ali več fizičnih sistemov, ki vplivajo drug na drugega. Sklopitev in medsebojno delovanje je posebno zanimivo v sklopitvah dveh ali več nihajnih sistemov (primer : nihala). Velikost sklopitve določa sklopitvena konstanta.
Posebno pomenben je pojav sklopitve v fizikalni kozmologiji in v fiziki plazme. Posebni primeri sklopitve so sklopitev vrtilnih količin in rotacijsko-nihajna sklopitev.